# Wagon-chapelle russe
Le wagon-chapelle est un type de voiture de chemin de fer apparu en Russie tsariste vers 1896 lors de la construction du Transsibérien.

## La création de ce type de wagon
Comme les nombreux ouvriers construisant la ligne Moscou-Vladivostok ainsi que les employés des stations secondaires ainsi que le personnel chargé de l’entretien et de la surveillance des voies avaient de grandes difficultés à se rendre dans les églises disséminées le long de la voie, le comité ordonnateur de la construction du Transsibérien, placé sous la présidence du tsar, décida de créer et de faire circuler des wagons faisant office de chapelle. Ces wagons-chapelles, desservies par des prêtres nommés par le Saint-Synode, étaient pourvues de tous les objets nécessaires au culte orthodoxe et allaient de station en station.

## Description des wagons
La caisse des wagons-chapelle, qui reposaient sur deux boggies, étaient dotées d'une porte de chaque côté et de deux portes d'intercirculation. Au-dessus de ces dernières et dans le prolongement du large lanterneau courant sur le toit, des cloches servant à l'appel des fidèles étaient suspendues. Les fenêtres avaient la forme et les caractéristiques du style architectural byzantin.
L'intérieur était richement décoré de motifs religieux russes, dont, sur les parois, de nombreuses peintures représentant des images saintes.

## Train moderne
En Russie, il existe un train qui a un double usage. Ce train, qui circule dans l'oblast d'Arkangelsk, sert à la fois d'église et de clinique médicale dans cette région mal desservie du nord de la Russie. Ce projet, en partie financé par le prieuré de Chicago, a été réalisé sous la direction de l’évêque Tikhon (Église orthodoxe russe).

## Autre wagon-chapelle
- Le pape Pie IX possédait un train spécial comportant un wagon-chapelle et un wagon-balcon servant à bénir les foules.